# Fernando Andina
Fernando Andina (Madrid, 22 de maig de 1976) és un actor espanyol. Va estudiar teatre als Estats Units i Espanya, i el seu rol principal va ser amb la sèrie de televisió El comisario

## Filmografia

### Cinema
| Llargmetratges - El Palo (2001) - Más de mil cámaras velan por tu seguridad (2003) - El último alquimista (2005) - El ciclo Dreyer (2006) | Curtmetratges - Gatos (2002) - El último alquimista (2005) - A golpe de tacón (2007) - Paco (2009) |

### Televisió
- Al salir de clase (2000-2001)
- El comisario (2002-2009)
- Sin tetas no hay paraíso (2009)
- Gavilanes (2010-2011)
- Física o Química (2011)
- Cheers (2011)
- Imperium (2012)
- Gran Reserva (2013)
- Los misterios de Laura (2014)

### Teatre
- Hillbillie wedding
- Aspirina para dos
- Annie get your gun
- Los engranajes
- Tierra de nadie